# Simulium continii
Simulium continii es una especie de insecto del género Simulium, familia Simuliidae, orden Diptera.
Fue descrita científicamente por Rivosecchi & Cardinali, 1975.